# EC50
EC50（イーシーフィフティ）、50%効果濃度（50パーセントこうかのうど）または半数効果濃度（はんすうこうかのうど）とは、薬物や抗体などが最低値からの最大反応の50%を示す濃度のことを指す。EC50は元来英語の"half maximal (50%) effective concentration"の略語であるが、現在ではEC50の表記の方が一般的である。
EC50は特に血中における50%効果濃度を指すこともある。この場合、投与量としてはED50（50%効果用量、半数効果用量）を用いる。なお、95%効果濃度はEC95、95%効果用量はED95と表記される。
EC50は一般に医薬品の有効度を示すために用いられる。効果の程度が連続的に計測できるような（例えば、心拍数に影響を及ぼすような）薬剤の用量反応曲線のEC50は、最大反応の50％の反応強度を示す化合物の濃度を表している。一方、効果が現れるか現れないかでのみ評価できる薬剤（例えば抗てんかん薬）の用量反応曲線のEC50は、試験された母集団のうち50%の個体が反応を示す化合物の濃度を表している。EC50は薬物の阻害能の尺度であるIC50とも関連している。競合結合評価と機能的アンタゴニスト評価のためにはIC50が用量反応曲線の最も一般的な集約尺度であり、アゴニスト/促進剤評価にはEC50が最も一般的である。用量反応曲線は通常、少しの濃度の変化に対して効果が急に立ち上がりやがて効果の増加が遅くなってゆく、いわゆるシグモイド曲線の形状を成す。濃度の増加に対して効果の増加が遅くなる点（変曲点）がIC50である。測定値に対して最適な近似曲線を数学的に導くことでIC50が求められる。

## 曲線回帰
EC50を求めるための回帰曲線は薬剤の濃度(X)と効果の度合い(Y)の関数として以下のように表される。
{\displaystyle Y=A+{\frac {B-A}{1+({\frac {X}{EC_{50}}})^{C}}}}
ここでAは測定値の最小値、Bは測定値の最大値、ヒル係数Cは勾配の最大値の絶対値を表す。